# Ministeck

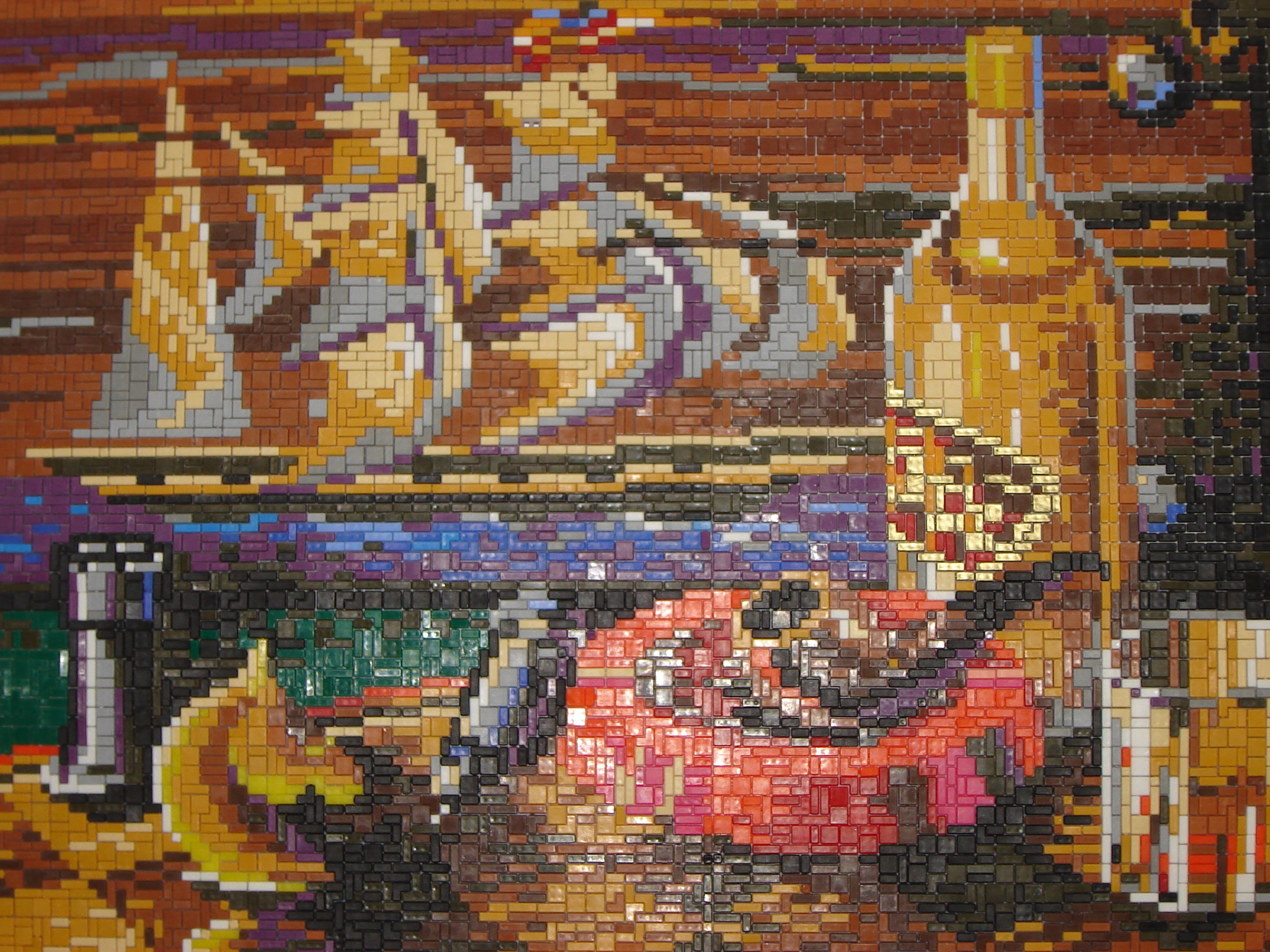
Schilderij van ministeck

Ministeck is een hobby waarbij kleine kunststof mozaïeksteentjes op een kunststof grondplaat geklemd worden. Hiermee kunnen afbeeldingen worden gemaakt. Alle kunststof onderdelen worden door middel van spuitgieten gemaakt. Ministeck werd in 1965 in Duitsland ontwikkeld door Helmut Gottwald. In 1997 werd in Langenzenn 'Ministeck GmbH' opgericht om het product op de markt te brengen. 

## Werkwijze
Ministeck stukjes hebben verschillende vormen. Zo is er bijvoorbeeld een vierkant steentje met vier pinnen om op de grondplaat te steken en een rechthoek met drie pinnen. Ministecksteentjes nieuw uit de doos zitten vast aan een plastic staaf, elke staaf heeft een eigen kleur. Meestal zitten er in een doos ook borden en voorbeelden. Bij het werken naar voorbeeld is nauwkeurigheid belangrijk. Het is mogelijk eigen digitale foto's om te zetten in een ministeckpatroon. Ministeck lijkt op borduren en strijkparels, het principe is hetzelfde.

### Benodigdheden
- Ministeck-grondplaat
- Ministeck-stukjes in diverse kleuren
- Voorbeeldafbeelding
- Eventueel sorteerbakjes en een pincet

## Variant
Pixelhobby is een variant op ministeck. Bij Pixelhobby zijn alle steentjes vierkant en even groot. 